# Streblus usambarensis
Streblus usambarensis är en mullbärsväxtart som först beskrevs av Adolf Engler, och fick sitt nu gällande namn av Berg. Streblus usambarensis ingår i släktet Streblus och familjen mullbärsväxter. Inga underarter finns listade i Catalogue of Life.